# Johnny 99
Johnny 99 es el trigésimoprimer álbum del cantante country Johnny Cash, lanzado en 1983 bajo el sello disquero Columbia. Este es un CD notable ya que incluye 2 covers de canciones de Bruce Springsteen "Highway Patrolman" y "Johnny 99". Este también es el penúltimo álbum que Cash hace de solista antes de cambiar al sello disquero Mercury Records. 

## Recepción
La canción "I'm Ragged But I'm Right", canción de George Jones, fue el sencillo publicitario de este álbum pero tuvo un éxito menor llegando hasta el #75. Johnny 99 fue una canción muy fuerte en lo que lleva la carrera de Cash aunque fue poco exitosa en ventas, aunque el público aclamó esta canción. 
"New Cut Road" fue cover del artista Bobby Bare para su CD en 1981 y "Brand New Dance" de Paul Kennerley también fue hecha cover por Emmylou Harris para su CD del mismo nombre.

## Descripción
Muchas de las canciones de Johnny 99 contienen temas políticos y sociales, por ejemplo la canción de mismo nombre que el álbum trata la historia de un trabajador de una planta de ensamblaje que cambia su vida por la de un criminal después de encontrarse con varios problemas económicos. 
"God Bless Robert E. Lee" se refiere a la vida del general más famoso de la guerra civil norteamericana, Robert E. Lee (del bando Estados Confederados de América), al tratar de prevenir la pérdida innecesaria de vidas humanas en la guerra civil, mientras las cosas se complicaron para los del Sur un poco antes de rendirse ante el Norte (La Unión) en la Corte de Appomattox. 
"Joshua Gone Barbados" trata del paro de trabajo de los cortadores de caña de azúcar en San Vicente y las Granadinas cuando las cosas se pusieron violentas y la canción "Highway Patrolman" trata de la problemática relación entre Johnny 99 y su hermano alcohólico.
Hoyt Axton canto como corista en las canciones "Highway Patrolman" y "Joshua Gone Barbados".

## Canciones
1. Highway Patrolman – 5:17
(Bruce Springsteen)
2. That's the Truth – 2:41
(Paul Kennerley)
3. God Bless Robert E. Lee – 3:40
(Bobby Borchers y Mack Vickery)
4. New Cut Road – 3:30
(Guy Clark)
5. Johnny 99 – 3:33
(Bruce Springsteen)
6. Ballad of the Ark – 2:52
(Steven Rhymer)
7. Joshua Gone Barbados – 5:04
(Eric Von Schmidt)
8. Girl from the Canyon – 2:35
(Carolina Casperson y Jonathan Edwards)
9. Brand New Dance (Con June Carter Cash) – 3:21
(Paul Kennerley)
10. I'm Ragged But I'm Right – 2:32
(George Jones)

## Personal
- Johnny Cash - Vocalista
- James Burton - Guitarra eléctrica
- Bob Wootton - Guitarra eléctrica
- Jerry Scheff - Bajo
- Hal Blaine - Percusión
- Glen D. Hardin - Teclado
- Brian Ahern - Guitarra acústica, bajo de 6 cuerdas y tamborín
- Tim Goodman - Guitarra eléctrica, guitarra acústica, guitarra ladeada, bajo de 6 cuerdas y banjo
- Nick de Caro - Acordeón
- Joel Sonnier - Acordeón
- David Mansfield - Mandolin, Mandocello, Fiddle
- Marty Stuart - Guitarra, Mandolin
- Norton Buffalo - Armónica
- Hoyt Axton - Vocalista
- Barbara Bennett - Vocalista
- Donivan Cowart - Vocalista
- Lynn Langham - Vocalista

## Posición en listas
Canciones - Billboard (América del Norte)
| Año  | Canción                    | Tabla             | Posición |
| ---- | -------------------------- | ----------------- | -------- |
| 1983 | "I'm Ragged But I'm Right" | Canciones Country | 75       |